# R. Premadasa Stadium
Ranasinghe Premadasa Stadium – to wielofunkcyjny stadion w Kolombo na Sri Lance. Jest obecnie używany głównie dla meczów krykieta i turniejów sportowych. Stadion mieści 35 000 osób i jest największym stadionem w kraju. Stadion nazwany imieniem prezydenta Sri Lanki Ranasinghe Premadasa.